# Брестова Драга
Брестова Драга (хорв. Brestova Draga) — населений пункт у Хорватії, у Приморсько-Горанській жупанії у складі громади Мркопаль.

## Населення
Населення за даними перепису 2011 року становило 53 осіб.
Динаміка чисельності населення поселення:

## Клімат
Середня річна температура становить 6,68 °C, середня максимальна – 19,91 °C, а середня мінімальна – -6,86 °C. Середня річна кількість опадів – 1575 мм.
| Клімат поселення                              | Клімат поселення | Клімат поселення | Клімат поселення | Клімат поселення | Клімат поселення | Клімат поселення | Клімат поселення | Клімат поселення | Клімат поселення | Клімат поселення | Клімат поселення | Клімат поселення | Клімат поселення |
| Показник                                      | Січ.             | Лют.             | Бер.             | Квіт.            | Трав.            | Черв.            | Лип.             | Серп.            | Вер.             | Жовт.            | Лист.            | Груд.            |                  |
| Середній максимум, °C                         | 3,22             | 3,78             | 6,38             | 10,12            | 14,83            | 18,64            | 19,91            | 19,85            | 16,24            | 11,96            | 6,87             | 2,72             |                  |
| Середня температура, °C                       | −1,82            | −1,26            | 1,34             | 5,09             | 9,79             | 13,59            | 15,89            | 15,82            | 12,21            | 7,94             | 2,86             | −1,3             |                  |
| Середній мінімум, °C                          | −6,86            | −6,3             | −3,7             | 0,05             | 4,74             | 8,55             | 11,87            | 11,80            | 8,19             | 3,92             | −1,16            | −5,34            |                  |
| Норма опадів, мм                              | 102              | 103              | 117              | 137              | 120              | 137              | 98               | 117              | 142              | 172              | 186              | 144              |                  |
| Середньомісячна швидкість вітру, м/с          | 3.28             | 3.44             | 3.49             | 3.22             | 2.98             | 2.81             | 2.66             | 2.73             | 2.86             | 3.18             | 3.47             | 3.55             |                  |
| Середньомісячна сонячна радіація, кДж/м²·день | 4396             | 7203             | 10441            | 14635            | 18666            | 20224            | 21713            | 18306            | 13615            | 8975             | 4784             | 3693             |                  |
| --------------------------------------------- | ---------------- | ---------------- | ---------------- | ---------------- | ---------------- | ---------------- | ---------------- | ---------------- | ---------------- | ---------------- | ---------------- | ---------------- | ---------------- |
| Джерело:                                      |                  |                  |                  |                  |                  |                  |                  |                  |                  |                  |                  |                  |                  |